# ترزا کرندلووا
ترزا کرندلووا (به انگلیسی: Tereza Kerndlová) (زاده ۶ اکتبر ۱۹۸۶) خواننده اهل جمهوری چک است.
او در مسابقه آواز یوروویژن ۲۰۰۸ نماینده جمهوری چک بود.